# Conseil de Castille
Le Conseil de Castille (Conseil royal suprême de Castille) a été le premier organe de gouvernement créé par la monarchie castillane. Formé en 1385 par Jean Ier de Castille, c'était, à l'époque moderne, le premier corps de l'État et son siège se trouvait à Madrid.

## La haute administration centrale

### Un système de gouvernement par Conseils
Jusque dans les années 1800, toutes les décisions sont censées partir du roi. Aux XVIe et XVIIe siècles son travail est préparé par les conseils, organismes collectifs, nommés par lui, chargés chacun d'un domaine particulier. Ils apparaissent progressivement, par bourgeonnement à partir d'un groupe de conseillers privés relativement peu spécialisés qui entoure le monarque dès le XVe siècle. Leur date de fondation est souvent difficile à préciser, car leur institutionnalisation ne fait qu'entériner une pratique antérieure. Ils règlent directement les affaires courantes, ils soumettent au souverain toutes les autres. Ils disposent de bureaux qui préparent les dossiers et tiennent des archives, sous la responsabilité d'un ou plusieurs secrétaires. Ils correspondent avec les agents locaux que la monarchie entretient sur son territoire et avec les autorités locales, municipales, ecclésiastiques et seigneuriales. Ils communiquent avec le roi par l'intermédiaire de leur président, chargé par ailleurs, de l'organisation de leur travail. Les conseils devaient transmettre au roi des rapports proposant des mesures, les « Consultes ». Le roi approuve la suggestion ou la rejette, et renvoie la « consulte » annotée de sa main au conseil pour exécution. Les conseils ont été créés pour la plupart par les rois catholiques et par Charles Quint, on en dénombre douze au début du XVIe siècle.

### La Castille et son Conseil
L'administration du Royaume de Castille, Conseil de Castille (1385-1834), s'occupait de toutes les affaires concernant le Royaume de Castille, il était appelé « conseil royal » et marquait la prépondérance de la Castille au sein de la monarchie hispanique. Il était directement gouverné par le roi, un des seuls personnages à expédier toutes les affaires, il gère le gouvernement de Castille. C'est un tribunal suprême de justice, il est aussi gardien des lois, il s'occupe des titres de noblesse. Cette juridiction s'étend à la Couronne d'Aragon en 1707, en effet ce conseil fut supprimé le 15 juillet 1707 par Philippe V. Cette institution avait des attributions et des pouvoirs définis par les lois, une juridiction nettement déterminée et participait très activement à l'administration du royaume. Ce conseil de la haute administration comprenait, au XVIIe siècle seize membres. Pour devenir conseiller, il fallait suivre un conseil universitaire très important le Colegio Mayor qui se définit comme une institution éducative supérieure espagnole.
Le conseil de Castille, comme celui d'Aragon, est issu des anciens conseils royaux du Moyen Âge. Le Conseil de Castille était composé du président, du gouverneur du conseil, de vingt-neuf conseillers, et de trois fiscaux, ainsi que des rapporteurs greffiers, taxateurs, gardes sceaux, portiers, alguasils et receveurs. Ces conseils étaient à compétences géographiques, et avaient une grande importance dans la vie de la Nation. Les membres du Conseil de Castille devaient être les plus savants du royaume et ils devaient savoir conseiller.

### Le décret du 10 novembre 1713
Ce décret est accompagné d'une regla practica qui transforme le Conseil de Castille, le Conseil des finances et la chambre des juges, de l'hôtel et de la cour. Philippe V décide de supprimer le président de Castille, qui va être remplacé par un directoire de cinq présidents indépendants les uns des autres. La chambre de Castille et ses quatre secrétaireries disparaissent, ses attributions étaient réparties entre les différentes salles du Conseil. Le Conseil est divisé en cinq chambres, dont l'une était formée par le Conseil réuni en séance plénière.
La chambre des quinze-cents fut aussi supprimée, il ne resta plus que les chambres de gouvernement, de justice, et de province.
Le roi mit en place une chambre criminelle, ainsi qu'un procureur général, et deux avocats généraux. Des avocats chargés de rédiger leurs avis sur les procès jugés par chaque conseiller, ce qui porte atteinte à la liberté du Conseil de Castille, qui a vu ses décisions contrôlées par des magistrats. Les conseillers étaient désormais vingt-quatre.
La création de secrétaires en chef remplace les secrétaires de la chambre de Castille.

## La composition du Conseil de Castille

### Le président
Le président du Conseil de Castille a le titre de « président du conseil », ou « président de Castille ». Son pouvoir est très étendu, et contrebalance souvent l'autorité royale. Cette place est remplie ordinairement par un Grand d'Espagne, mais le plus souvent elle est vacante. Le président est alors remplacé par un de ses officiers. En effet, dès que la personne du roi n'est pas à Madrid, il a la même autorité que lui, sans aucune exception, son rang aussi répond à un vaste pouvoir. Il ne rend jamais aucune visite à qui que ce soit, et ne donne, chez lui, la main à personne. Ce magistrat avait de grandes responsabilités, dont la sagesse. Il devait être à la hauteur de ses fonctions. Il était le gardien de la justice et de la monarchie publique. Il ne pouvait être destitué que pour un crime entrainant la peine de mort, le roi l'exilant quand il était mécontent de ses services et nommant à sa place un gouvernement jouissant des mêmes pouvoirs.
Le président du Conseil de Castille jouissait d'honneurs uniques, c'était toujours un grand d'Espagne, sa fonction était réputée la première de la monarchie. Il est en matière protocolaire le personnage le plus élevé en dignité royale.
Deux autres personnes jouent un rôle important dans le Conseil, ce sont les deux procureurs qui surveillent le bon fonctionnement de la justice, ils sont rapporteurs des affaires les plus graves.
Un président du Conseil de Castille, le comte d'Aranda, un Aragonais, qui sera président en 1766, et en outre capitaine général de toute l'Espagne.

### Les chambres
Le Conseil de Castille était formé de quatre chambres :
- la chambre du gouvernement ;
- la chambre des quinze-cents ;
- la chambre de justice ;
- la chambre de province.

C'est la nueva planta des années 1713-1714 qui créa les secrétaireries d'état et transforme tous les conseils de la monarchie espagnole, et qui entreprit de donner un autre visage au Conseil de Castille.

#### La chambre du gouvernement
Le président et sept conseillers composaient la chambre du gouvernement dont la compétence était pour ainsi dire, sans limite car cette salle avait pour mission de veiller au bon ordre matériel et moral du pays. Cette chambre connaît toutes les affaires concernant spécialement le bon gouvernement du royaume. Elle doit assurer la protection des monastères, afin que leurs supérieurs observent les règles, la conservation des hôpitaux, l'établissement des séminaires dans les évêchés, la bonne marche des universités et des six collèges universitaires, de la remise en état des échanges commerciaux, de l'agriculture, de l'élevage, de la protection des forêts, et du reboisement des montagnes, de la lutte contre la disette et du manque de pain dans le royaume. Ils doivent aussi effectuer la surveillance des corrégidors des alcaldes mayas et des magistrats dans l'ensemble du royaume afin qu'ils remplissent leurs fonctions comme ils le doivent.
La chambre du gouvernement doit rendre compte à Sa Majesté de ce qu'elle juge nécessaire et convenable au service royal et au bien du royaume  et donner son avis sur les décrets royaux pour lesquels Sa Majesté la consulte. Cette chambre expédie les décrets permettant de soumettre les bulles aux conseils, ceux qui ont trait au patrimoine royal ou à celui des laïcs, au droit des étrangers ou aux bénéfices patrimoniaux.

#### La chambre des quinze-cents
Cette chambre est appelée ainsi à cause d'une ancienne loi destinée à décourager l'esprit de chicane obligeant l'appelant à déposer une caution de 1 500 doblas qu'il perdait si la salle se prononçait contre lui.
Cinq conseillers présidés par le plus ancien d'entre eux formaient le tribunal d'appel. On y juge les procès venant en appel des chancelleries, tous ceux qui ont trait aux décisions des Cortes et aux nominations des députés du royaume, ceux qui lui sont soumis à la suite d'un conflit entre les salles de justice et de province du même consul. On y juge aussi toutes les causes et procès concernant la possessoire des majorats des fiefs et seigneuries en litige auxquels assistent aussi les ministres des salles de justice et de province ainsi que ceux qui touchent au conseil de la Mesta, aux landes et pâturages. Elle doit s'occuper de toutes les inspections à faire auprès des tribunaux et des universités de la résidence des corrégidors et des magistrats des territoires de juridiction royale, des comptes des biens appartenant aux villes et aux villages du royaume et de l'administration des fiefs et majorats séquestrés durant le jugement possessoire.

#### La chambre de justice
Cette chambre avait reçu les attributions de l'ancien Conseil d'Aragon, elle était composée de quatre conseillers.
Elle avait pour rôle d'examiner et de juger tous les procès concernant la rétention royale des bulles apostoliques, les nouvelles dîmes que l'on veut introduire, les biens des évêques. Elle juge tous ceux qui lui viennent en appel des juges commissaires ou ceux qui lui ont été transmis par la chambre des quinze-cents ou par celle de province.

#### La chambre de province
Cette chambre servait de tribunal d'appel à la chambre des juges de l'hôtel et de la cour, elle était elle aussi composée de quatre conseillers.
Dans cette chambre on examine et juge tous les procès venant en appel des quatre juges de l'hôtel et de la cour, lesquels connaissent en première instance des causes civiles de Madrid et de sa banlieue dans un rayon de cinq lieues ainsi que ceux venant en appel du jugement des deux lieutenants de ville qui se jugent et se classent par une seule sentence. On y contrôle aussi les procès transmis par la chambre de justice.

### Des cas particuliers
Il existait des moments où le conseil de Castille devait se réunir en séance plénière pour juger les affaires graves.
En effet, quelques affaires doivent être examinées et jugées en séance plénière comme les procès qui viennent en appel comme d'abus de tous les juges ecclésiastiques du royaume tels ceux relatifs aux Millones, en vertu de concession spéciale des Cortes. D'autres cas sont aussi examinés et jugés en séance plénière comme toutes les affaires et les dossiers que le roi transmet au conseil avec ordre d'être soumis à tous. C'est aussi en séance plénière que l'on pourrait voter les chaires des universités de Salamanque de Valladolid, d'Alcala, et d'Oviedo.